# 안필영
안필영(安必英, 영어: Ralph Philander Ahn 랠프 안[*], 1926년 9월 28일~2022년 2월 26일)은 미국의 남자 배우이다. 그는 일제강점기의 독립운동가인 도산 안창호의 삼남으로도 알려져있다.